# Tupinambarana
Tupinambarana ist eine Flussinsel im Flusslauf von Amazonas und Uraria im brasilianischen Bundesstaat Amazonas. Mit einer Fläche von 11.850 km² gehört sie zu den größten Flussinseln der Erde.

## Beschreibung
Die Insel ist weitgehend von tropischem Regenwald bedeckt und weist einen niedrigen Bergrücken auf, sie kann nur über den Wasser- oder Luftweg betreten werden. Auf der Insel liegt  die Großstadt Parintins, die durch das Festival "Bumba-meu-boi" bekannt ist. Auf der Insel gibt es auch Überreste einer Siedlung aus den 1930er Jahren, die von japanischen Siedlern bei dem Versuch errichtet wurde, auf der Insel Jute anzubauen.